# Гобреде
Гобреде (нід. Hobrede) — село в нідерландській провінції Північна Голландія. Входить до муніципалітету Едам-Волендам.
Його площа становить 1,93 км², а населення станом на 2021 рік складало 170 осіб.
Перша згадка про населений пункт датується 1639 роком.